# C. Doberman
C. Doberman (eigentlich Carla-Ingrid Hahn; * 9. Februar 1928 in Köln; † 2. Juni 2008 in Karlsruhe) war eine deutsche Schriftstellerin von Reiseliteratur, Romanen und Fachbüchern.

## Leben
Sie hatte durch ihr Sprachstudium (Englisch an der University of London, Französisch an der Pariser Sorbonne) in den Jahren 1952 bis 1955 ausgezeichnete Sprachkenntnisse und war
Rezensentin englischer und französischer Literatur für u. a. den [evangelisch]en Digest.
Carla-Ingrid Hahn war begeisterte Seglerin. Sie segelte schon mit 10 Jahren auf der 
Abeking & Rasmussen-Yacht ihres Onkels Helmut „HuHu“ Henz mit. 
Für die Segelmacherei North Sails in Garatshausen, Starnberger See arbeitete Carla-Ingrid Hahn zeitweise als Sekretärin und Fremdsprachenkorrespondentin. In dieser Zeit begann sie Material
für das „Wörterbuch vom Wassersport“ zu sammeln.
Carla-Ingrid Hahn war auch begeisterte Mitseglerin auf der Segelyacht ihres Sohnes, der 37ft Colin-Archer Ketch „Skua“, die ihr an ihrem Liegeplatz in Stavoren, IJsselmeer auch als schwimmendes Arbeitszimmer diente. Sie besegelte zusammen mit ihrem Sohn und ihrer Schwiegertochter das IJsselmeer, die Waddenzee und die südliche Nordsee.
Vor ihrem Tode am 2. Juni 2008 arbeitete Carla-Ingrid Hahn an einer Reisebeschreibung mit 
geschichtlichem Überblick über England, Schottland, die Orkneys und die Hebriden. Ein Reisebuch über Russland (Sankt Petersburg) und die Ukraine (Kiew) bleibt unveröffentlicht.

## Werke
- Das Wörterbuch vom Wassersport Englisch-Deutsch Deutsch-Englisch , Delius  Klasing, Bielefeld 1987, 2003 ISBN 3-7688-0505-0.
- Gläserne Wunder, 410 S., Verlag Braun & Schneider München 1965, von F. Scheffel (überarbeitet und erweitert von C. Doberman)
- Ins Wochenend von München aus, 176 S., Süddeutscher Verlag München 1968, zus. mit Fritz Straßner
- ...und so zum Jäger ward, 208 S., Verlag J.Neumann-Neudamm 1968, zus. mit J. D. Gerstein